# Pınarbaşı, Gülağaç
Pınarbaşı là một xã thuộc huyện Gülağaç, tỉnh Aksaray, Thổ Nhĩ Kỳ. Dân số thời điểm năm 2010 là 267 người.